# Waldemar van Sleeswijk
Waldemar van Sleeswijk bijgenaamd Waldemar de Jonge, ook Waldemar III van Denemarken genoemd (circa 1209 - Refsnæs, 28 november 1231) was van 1209 tot 1216 hertog van Sleeswijk. Ook was hij van 1215 tot 1231 samen met zijn vader Waldemar II medekoning van Denemarken.

## Levensloop
Hij was de enige zoon van koning Waldemar II de Overwinnaar van Denemarken en diens eerste vrouw Dagmar van Bohemen. Bij zijn geboorte kreeg Waldemar de titel hertog van Sleeswijk en behield deze tot in 1216, toen zijn oudste halfbroer Erik Ploegpenning werd geboren.
In 1215 werd Waldemar op een landdag benoemd tot medekoning van Denemarken, waarna op een vergadering van Deense magnaten die Waldemar II in Samsø liet samenroepen alle edellieden een eed van trouw moesten afleggen aan Waldemar. In de zomer van 1218 werd hij in de Dom van Sleeswijk officieel tot koning gekroond en gezalfd.
In 1223 liet graaf Hendrik van Schwerin Waldemar en zijn vader tijdens een jacht gevangennemen, waarna ze opgesloten werden in de burcht van Dannenberg. Hendrik wilde de koningen enkel vrijlaten als ze de gebieden afstonden die Denemarken de afgelopen 20 jaar veroverd had in Holstein en als hij erkend werd als vazal van het Heilig Roomse Rijk. Deze voorwaarden werden door de Deense onderhandelaars verworpen en Denemarken verklaarde de oorlog aan Schwerin. Tijdens de gevangenschap van de Deense koningen beslisten de meeste Duitse gebieden die in Deense handen waren om zich van Denemarken af te splitsen. Nadat de Deense troepen de oorlog verloren, moest Waldemar II in 1226 het verlies van zijn Duitse gebieden erkennen. Nadat Waldemar en zijn vader 40.000 pond zilver als losgeld hadden betaald en gezworen hadden om geen wraak op Hendrik van Schwerin te nemen, werden ze opnieuw vrijgelaten.
Op 24 juni 1229 huwde Waldemar in Ribe met prinses Eleonora van Portugal, een dochter van koning Alfons II van Portugal en een nicht van zijn stiefmoeder Berengaria van Portugal. In augustus 1231 kregen ze een kind, maar Eleonora stierf in het kraambed. Het kind zelf leefde slechts korte tijd.
Op 28 november 1231 werd Waldemar tijdens een jachtpartij in het dorpje Refsnæs nabij Kalundborg per ongeluk neergeschoten. Hij stierf dezelfde dag. Wegens zijn mildheid en vriendelijkheid was Waldemar zeer populair bij de Deense bevolking en na zijn dood was er dan ook grote rouw in Denemarken. Waldemar werd in de Sint-Benedictuskerk van Ringsted naast zijn vrouw begraven. Zijn halfbroer Erik Ploegpenning volgde hem op als medekoning van Denemarken en zou na de dood van Waldemar II in 1241 onder de naam Erik IV de Deense troon bestijgen.
- Gemeinsame Normdatei: 1014488753
- Virtual International Authority File: 175997945